# 班斐洛·拉克森
老班斐洛·莫雷诺·拉克森（英語：Panfilo "Ping" Morena Lacson Sr.，1948年6月1日—），是菲律宾参议院议员，曾担任菲律宾国家警察总长。2013年担任过菲律宾总统贝尼格诺·阿基诺三世的健康和恢复助理。